# Pyrrusoverwinning
Een Pyrrusoverwinning is een overwinning die zoveel inspanning kost dat ze dezelfde uitwerking heeft als een nederlaag. Anders gezegd betekent het dat soms iets een overwinning kan lijken, terwijl het eigenlijk een verlies is; een "valse" overwinning, of een tactische overwinning terwijl een strategische nederlaag is geleden. Het is een succes dat tegen een te hoge prijs wordt gekocht.
Een belangrijke strategische overweging is, of men toereikende reserves heeft of de verliezen kan aanvullen. Hiermee kunnen pyrrusoverwinningen of het uitlokken hiervan onderdeel zijn van en uitputtingsoorlog. Een voorbeeld was de eerste fase van de Slag om Engeland, waarbij de Luftwaffe de RAF opzettelijk provoceerde. De RAF had minder reserves dan de Luftwaffe en kon in deze fase met name de uitval van piloten moeilijk opvangen, waardoor de Luftwaffe de RAF dreigde uit te putten.
De uitdrukking is ontleend aan de veldslagen die Pyrrhus, koning van Epirus (nu een provincie van Griekenland), leverde tegen de Romeinen in de 3e eeuw v.Chr. Hij verloor een groot aantal mannen in een tweetal gewonnen veldslagen. Toen een van zijn generaals hem na de overwinning bij Ausculum feliciteerde, antwoordde hij: "Als we nog één zo'n slag tegen de Romeinen winnen, is het helemaal met ons gedaan." (Ploutarchos, Leven van Pyrrhos, 21.9)
Voorbeelden van overwinningen in de geschiedenis die als Pyrrusoverwinning worden gezien zijn:
- De Slag bij Asculum (279 v.Chr.), Pyrrhus van Epirus verslaat de Romeinen bij Asculum.
- De Slag bij Malplaquet (11 september 1709), overwinning van het Nederlandse en Britse leger op de Fransen in de Spaanse Successieoorlog.
- De Slag om Bunker Hill (17 juni 1775), Britse overwinning tijdens de Amerikaanse Revolutie.
- De Tweede Boerenoorlog (11 oktober 1899 - 31 mei 1902), waarbij de Britten net wonnen van de Boeren; voor deze overwinning hadden de Britten concentratiekampen nodig.
- De Aanval van de dode mannen (6 augustus 1915), waarbij stervende Russische soldaten die door gifgas waren aangetast de Duitsers in paniek op de vlucht lieten slaan.
- De Duitse landing op Kreta (20 mei - 1 juni 1941) tijdens de Tweede Wereldoorlog.
- De Zeeslag bij de Santa Cruzeilanden (25 - 27 oktober 1942), waarbij de Japanse Keizerlijke Marine één vliegdekschip van de United States Navy tot zinken bracht en een ander zwaar beschadigde, tegen een hoge prijs in vliegtuigen en piloten.
- De Slag om het Hürtgenwald (19 september 1944 - 10 februari 1945), waarbij de Verenigde Staten tegen zware verliezen Nazi-Duitsland (dat zelf ook zware verliezen leed) versloegen.
- De Slag in het Choisinreservoir (27 november - 13 december 1950), overwinning van Volksrepubliek China tijdens de Koreaoorlog.
- De Slag om Mogadishu (3 - 4 oktober 1993), waarbij VS-militairen twee luitenants van een Somalische krijgsheer gevangennamen, maar tijdens gevechten zware verliezen leden nadat twee UH-60 Black Hawk-helikopters waren neergeschoten.